# Petite Fille (film, 2020)
Pour les articles homonymes, voir Petite Fille.
Pour plus de détails, voir Fiche technique et Distribution.
Petite Fille est un documentaire français réalisé par Sébastien Lifshitz et sorti en 2020. Il suit le quotidien de Sasha, une enfant transgenre.

## Synopsis
Sébastien Lifshitz a suivi pendant un an le quotidien de Sasha, une jeune enfant transgenre — s'identifiant comme fille mais assignée garçon à la naissance —, scolarisée en CE1, et la lutte de sa famille, et notamment de sa mère, Karine, pour que son école reconnaisse son identité de genre,.

## Fiche technique
Sauf indication contraire, les informations mentionnées dans cette section peuvent être confirmées par les bases de données cinématographiques IMDb et Allociné,  présentes dans la section « Liens externes ».
- Titre : Petite Fille
- Réalisation et scénario : Sébastien Lifshitz
- Photographie : Paul Guilhaume
- Son : Yolande Decarsin et Kristian Eidnes Andersen
- Montage : Pauline Gaillard
- Production : Muriel Meynard
  - Coproduction : Monica Hellstrøm et Fabrice Puchault
- Société de production : AGAT Films & Cie
  - SOFICA : Cinémage 13
- Pays d’origine :  France
- Langue originale : français
- Format : couleurs - 2,35:1
- Durée : 83 minutes[1]
- Dates de sortie : 
  - Allemagne : 22 février 2020 (Berlinale ; première mondiale)
  - France : 15 octobre (Festival du film indépendant de Bordeaux) ; 2 décembre (première télévisée sur Arte)
  - Belgique : 24 octobre (Festival de Gand)

## Distinctions
Sauf indication contraire, les informations mentionnées dans cette section peuvent être confirmées par les bases de données cinématographiques IMDb et Allociné,  présentes dans la section « Liens externes ».

### Récompenses
- Festival du film de Gand 2020 : Grand prix[4]
- Festival international du film de Chicago 2020 : Hugo d'argent
- Festival d'Osnabrück 2020 : Prix des Droits de l’enfant
- Festival In & Out (Nice et Cannes) 2020 : Prix du public
- RIDM (Montréal) 2020 : Prix du public
- Festival MixBrasil 2020 : Prix du public pour le meilleur film international/best international film
- Side by Side LGBT Film Festival, Saint Petersburg 2020 : Prix du meilleur documentaire
- Everybody's Perfect, Geneva International Queer Film (Suisse) 2020 : Prix du public
- Seville European Film Festival 2020 : Prix Ocana et prix The New Waves du meilleur film
- Prix du cinéma européen 2020 : Meilleur ingénieur du son pour Yolande Decarsin et Kristian Eidnes Andersen[5]

### Nominations et sélections
- Berlinale 2020[6] : en compétition pour le prix du public Panorama et pour le prix du meilleur documentaire
- Visions du réel 2020[7]
- Prix du cinéma européen 2020 : meilleur film documentaire

## Bande son
- Jocelyn Pook - The Loft
- Jocelyn Pook - The Floor of Heaven
- Jocelyn Pook - Northern Lights
- Antonio Vivaldi - Filiae Maestae Jerusalem - RV638. II Sileant Zephyri
- Antonín Dvořák - Quintette n° 2 op. 81 - II Dumka - Andante con moto (Jan Panenka, piano - Quatuor Panocha)
- Claude Debussy - Rêverie
- Claude Debussy - La Fille aux cheveux de lin
- Armand Amar - Le Rêve
- Maurice Ravel  - Pavane pour une infante défunte (Julian Bream & John Williams, guitares)

## Accueil

### Par la critique de cinéma
Bruno Deruisseau, dans Les Inrockuptibles, parle d'un « excellent documentaire [qui] poursuit le projet de visibilisation des minorités LGBTQ+ que Lifshitz mène depuis son documentaire césarisé, Les Invisibles (2012). »
Toujours dans Les Inrockuptibles, Jean-Baptiste Morain écrit : « Petite Fille n'est pas un documentaire militant, mais il évoque les nombreux problèmes de société […] Petite Fille n'est pas un reportage journalistique, mais du cinéma. Tout y est filmé avec réflexion (on appelle ça la mise en scène). […] un film bouleversant, devant lequel quiconque ne verse pas une larme devrait être considéré comme un sociopathe dangereux. Cette enfant, Sasha, c’est nous tous·tes. »
Dans Libération, Jérémy Piette écrit : « Sasha, la Petite Fille qui vibrionne de par son intelligence et sa sensibilité solaire dans le nouveau documentaire de Sébastien Lifshitz, petite fille transgenre, c'est-à-dire née dans un corps de garçon mais se sachant pertinemment fille. Le terme médical "dysphorie de genre" résume ce sentiment d'inéquation pour la personne concernée envers son sexe biologique de naissance. À 2 ans et demi, Sasha disait déjà : "Quand je serai grand, je serai une fille." Sasha donne, avec Petite Fille, des volutes d'espoir à en galvaniser bien d'autres — enfants et ados qui, comme elle, doivent assumer une identité face à une société qui n'est pas encore capable de la comprendre, ou qui, plus embêtant, s'obstine à s'ériger contre elle. »
Jean-Michel Frodon, sur Slate.fr, souligne que « La petite Sasha a des batailles à mener, sa maman a des batailles à mener (pas les mêmes, et pas avec les mêmes armes mais dans le même but), et chaque spectateur a aussi des batailles à mener, depuis ce qu'il est. Petite Fille sollicite chacun depuis ses propres habitudes de pensée, sans agression mais sans relâche. »
Charlotte Garson, pour sa part, note, dans les Cahiers du cinéma que : « Petite Fille chemine lentement vers son personnage éponyme, par étapes, mettant d’abord en avant la forêt touffue des doutes maternels puis nichant en son milieu, point d’orgue de clarté verbale et d’émotion, la première consultation chez une pédopsychiatre spécialiste de la question. »

### Par des militants
La sociologue et militante Karine Espineira reconnaît que le film « a rencontré un indéniable succès et une réception plutôt positive auprès des personnes trans » mais se demande « quand est-ce qu'une réalisatrice, qu'un réalisateur, s'intéresseront, dans le genre documentaire, aux luttes des associations, à la parole des personnes trans politisées, féministes, hors des normes de l'hétérosexualité prescrites, hors de l'ordre des genres, etc. ? » ; elle conclut que l'empathie se dégage du film au détriment de la politisation de la cause trans. Karine Espineira et Maud-Yeuse Thomas notent et analysent l'abondance des réactions sur les réseaux sociaux des personnes concernées, les critiques du « regard cisgenre », l'analyse du rôle soutenant des parents, et la question de l'école.

### Autres commentaires
À l'occasion de la sortie de son livre Le Sexe des Modernes, l’écrivain et essayiste Éric Marty note : « Sans doute y a-t-il au cœur du processus transidentitaire une aspiration au genre normé comme l’illustre exemplairement le récent documentaire de Sébastien Lifshitz, Petite Fille, où l’enfant trans n’a qu’un mot à la bouche : "Je suis une fille dans un corps de garçon." »
Karine Espineira et Maud-Yeuse Thomas considèrent quant à elles que « la société binaire et la dichotomie du genre préexistent aux personnes trans, jeunes et adultes. Si les personnes trans n'adhèrent pas aux normes, on leur reproche. Si elles y adhèrent trop, on leur reproche de renforcer les normes de genre. Si les adultes ont su mettre en place des stratégies pour s'adapter aux protocoles, ne doutons pas que les enfants savent le faire aussi, avec l'ensemble des gages à donner à la normalité pour "passer". »
Éric Fassin note l'impact du film sur la création de l'Observatoire de la petite sirène.